# Tweed Volcano
Koordinaten: 28° 23′ 44,7″ S, 153° 16′ 0,2″ O

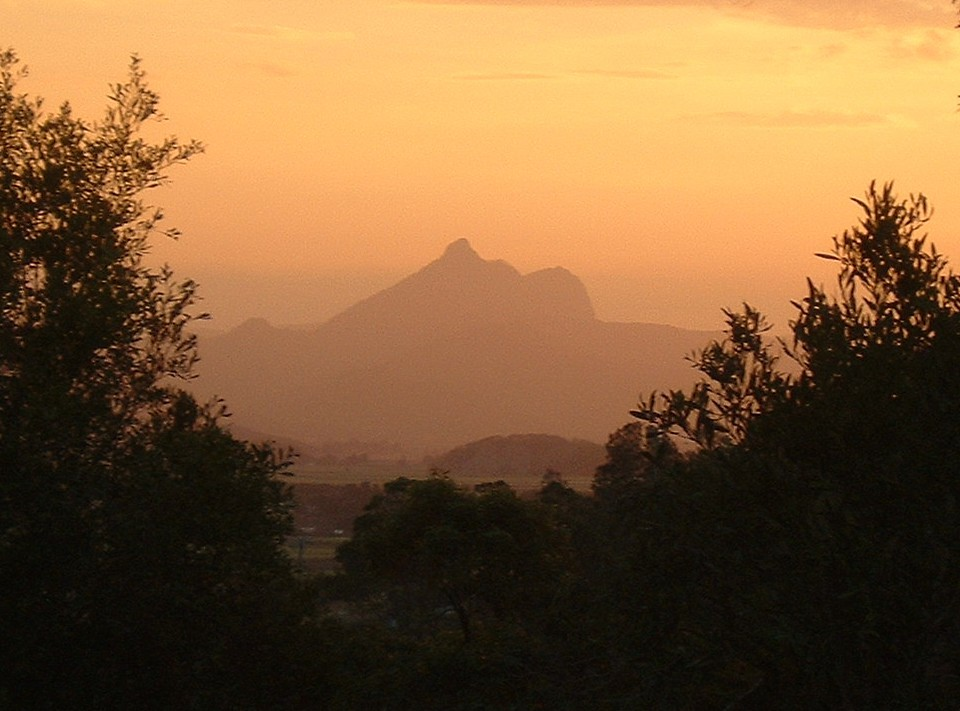
Mount Warning

Der Tweed Volcano war ein Schildvulkan aus dem frühen Miozän. Er liegt im nordöstlichen New South Wales in Australien und entstand vor 23 Millionen Jahren. Er ist einer der größten Vulkane der Erde und der größte erodierte Vulkan in der südlichen Hemisphäre.
Über einen Zeitraum von drei Millionen Jahren wurde der Tweed-Vulkan durch den East Australia Hotspot gespeist, als dieser unterhalb des australischen Kontinents lag. Seit etwa 20 Millionen Jahren gab es keine Eruptionen oder pyroklastischen Ströme mehr, da der Hotspot wegen der Kontinentaldrift außerhalb des australischen Kontinent wanderte.
Die Ausbrüche des Tweed-Vulkans bildeten zahlreiche Lagen von Lava und vulkanischer Asche aus und verbreiteten sich über ein Gebiet von der Byron Bay im Südosten, Lismore im Südwesten in New South Wales und bis zum Mount Tamborine im Norden von Queensland. Mount Warning, Lamington Plateau und die Border Ranges zwischen New South Wales und Queensland sind die bedeutendsten sichtbaren Relikte dieses Vulkans, der sich ursprünglich über eine Fläche mit einem Durchmesser von 100 km erstreckte. Der Vulkan wies früher eine Höhe von etwa 2000 m auf, während sich der heutige weithin sichtbare Mount Warning 1156 m über das Gelände erhebt. Trotz seiner Größe war der Tweed-Vulkan kein Supervulkan.
In den 20 Millionen Jahren nach dem Ende der Eruptionen fand eine starke Erosion statt, die die Reste der Caldera um den vulkanischen Pfropfen des Mount Warning freilegte und zahlreiche Flüsse wie den Rous- und Oxley River bildete, die in den Tweed River münden. Die Caldera des Vulkans senkt sich über 1000 m ab und hat einen Durchmesser von 40 km.
Die Lava des Tweed-Vulkans wurde stratigrafisch als Teil der Lamington Volcanics bestimmt. Die vulkanische Stratigrafie dieses Vulkans ist vergleichbar mit vielen anderen Hotspot-Vulkanen auf der Erde, die Eruptionen von tholeiitischen und anderen alkalischen Basalten hervorbrachten.